# Cheikh Ahmed Tidiane Sy
Pour les articles homonymes, voir Sy.
Cet article concerne le religieux. Pour l'homme politique sénégalais, voir Cheikh Tidiane Sy.
Cheikh Ahmed Tidiane Sy dit Al-Maktoum ou Al-Makhtoum (1925 - 2017) était un industriel et religieux musulman sénégalais, khalife de Serigne Babacar Sy (RTA) de la confrérie Tidiane de Tivaouane.
Dès 1950, afin de répondre aux aspirations d'une nouvelle jeunesse musulmane intellectuelle, il crée la première association culturelle islamique du Sénégal dénommée "Causerie Musulmane Instructive" et lance en même temps le journal "l'Islam éternel."
Plus tard, durant la grève de 1968, devant l'absence des forces de l'ordre à assurer la sécurité des pèlerins lors de la célébration du Mawlid (naissance du prophète Mahomet) dans la ville sainte de Tivaouane, Serigne Cheikh initia la mise sur pied d'un comité d'organisation de l'évènement dénommé COSKAS (Comité d'Organisation au Service du Khalife Ababacar Sy). Il en confiera la gestion à son jeune frère Serigne Abdoul Aziz Sy. Cette structure continue d'ailleurs de conduire cette mission à ce jour.
Il est le guide spirituel du Dahiratoul Moustarchidina wal Moustarchidaty (cercle des hommes et des femmes à la quête de la bonne direction), dont un de ses fils, Cheikh Mouhamadou Moustapha Sy est le Responsable Moral.
S'il est considéré comme religieux, c'est certainement en raison de ses origines familiales puisqu'il est le fils du khalife de la Tijanya Serigne Babacar Sy.
Serigne Cheikh s'intéresse très vite à différents intellectuels et s'affranchit du conservatisme en s'inscrivant comme un homme d'ouverture. Il est ainsi plutôt qualifié d'universaliste, car ayant été à la fois homme de culture, fondateur d'un des tout premiers partis politiques du Sénégal (PSS), industriel, diplomate et très grand mécène.

## Biographie
Serigne Cheikh Al-Maktoum est le petit-fils de l'erudit El Hadji Malick Sy. Fils de Serigne Babacar Sy  et Sokhna Astou Kane, il vit le jour comme son père à Saint-Louis du Sénégal le 29 décembre 1925.
Par sa mère, il est descendant de l'Almami du Saloum, Maba Diakhou Ba , de Maad a Sinig Coumba Noffène Diouf et est le petit-fils d'El Hadji Abdoul Hamid Kane qui représentait l'AOF en France, à l'occasion de la pose de la première pierre de la Grande Mosquée de Paris.
Serigne Cheikh est né à Saint-Louis du Sénégal en 1925 et viendra s'installer plus tard à Tivaouane puis Dakar. Il grandit aux côtés de grands instructeurs de l’époque tels que Serigne Alioune Gueye, Serigne Cheybatou Fall, Serigne Birane Sarr, Serigne Mama Lo, Imam Moussa Niang, El Hadj Cheikh Ndiaye Mabeye, Serigne Mame Mor Seck, Cheikh Mouhamed Yahya, et son oncle paternel El Hadj Abdoul Aziz Sy entre autres. Ces précepteurs sont des compagnons de son père Serigne Babacar Sy et vont s'occuper de sa formation dès l'enfance. Il termine à 14 ans le cycle inférieur et moyen des études islamiques et publie à 16 ans son premier ouvrage appelé Les Vices des marabouts.
L'administration coloniale française remarque chez le jeune homme âgé désormais de vingt-quatre ans, une culture solide ainsi qu' une capacité inhabituelle d'initiatives et de mobilisation. Le rapport secret n.42 du chef de la subdivision de Tivaouane adressé au commandant de cercle de Thiès daté du 28 juin 1950 écrit : "Honneur rendre compte de la création à Tivaouane d'un mouvement de propagande islamique dit Causerie Musulmane Instructive spécialement tourné vers la jeunesse musulmane du Sénégal et placé sous le patronage de Cheikh Tidiane Sy fils de Babacar Sy, Khalifa du Tidjanisme....Quelques précisions quant à la personnalité de Cheikh Tidiane, âgé d'une vingtaine d'années, ce n'est pas le fils ainé de Babacar Sy, mais il semble en être le plus favori en même temps le plus doué. Il représenterait assez bien la tendance "jeune Islam" étudiant épris de culture arabe tout en étant quelque peu teinté d'occidentalisme. Entouré d'un luxe certain (poste TSF, voiture), il semble jouir d'un grand prestige aux yeux des jeunes musulmans. Il nous laisse au demeurant l'impression d’être intelligent et digne de jouer le rôle qui sera vraisemblablement sien dans un avenir éloigné....Sylvain Sankalé" n
Il devient "grand khalife" à la mort de son frère Serigne Mansour Sy  en 2012. Il meurt le mercredi 15 mars 2017 dans sa résidence de Dakar et fut remplacé à la tête de la confrérie tidjane par son frère Serigne Abdoul Aziz Sy Al-Amin. Ce dernier dirigea la prière mortuaire dans l'intimité quelques heures après sa mort avant que Serigne Cheikh Ahmed Tidiane Sy ne soit enterré, à sa demande, à l'écart de l'esplanade des mosquées, au niveau du quartier de Ndiandakhoum dans la ville sainte de Tivaouane.

## Guide religieux
La philosophie religieuse de Serigne Cheikh se caractérise par une certaine vision qui va au-delà des apparences confessionnelles, par delà les pratiques cultuelles de base. Ainsi disait il :

« Ce qui est malheureux pour le musulman sénégalais, c’est qu’il a toujours tendance à confondre l’Islam et les cinq piliers qui d’ailleurs et heureusement n’en sont qu’un emblème.
Si, par exemple, la prière cesse d’être sacralisation de nos actes quotidiens, malheur à ceux qui, par ignorance, en deviennent les victimes ; car la prière est à l’âme comme l’engrais à la surface du sol, ou il l’améliore ou il l’écrase, c’est une question de dosage, une question de discernement, c’est surtout une question d’éducation mystique. »

C'est pourquoi, son enseignement est surtout consacré à l'éveil des consciences, à la faculté de discernement qui permet au croyant africain de connaître le sens profond des pratiques exotériques sans pour autant verser dans l'obscurantisme ou l'ésotérisme débordant. En 1950, il disait :

« En Afrique noire, l’islam a deux aspects : l’aspect scientifique désintéressé, et l’aspect superficiel et ostentateur.
L’islam a perdu de sa signification culturelle en ce sens que ses adeptes le méconnaissent et partant le défigurent.
L’expérience démontre aisément que nous obéissons plutôt aux superstitions et à la tradition qu’a la doctrine pure héritée du prophète MOHAMET (PSL).
On a beau fréquenter les mosquées et l’école coranique, on n’arrivera jamais à étudier sérieusement l’islam si l’on ne possède pas des connaissances approfondies sur les principes généraux de sa pratique »

### Héritage et développement
Par ses parents et grands parents, Serigne Cheikh reçut un lourd héritage qui nécessitait des compétences avérées pour assurer son développement. En effet, son grand-père Seydil Hadji Malick était pratiquement le cheikh religieux le plus influent du Sénégal, et son père Serigne Babacar Sy fut l'incarnation personnifiée du califat. D'ailleurs son nom se confondait avec ce titre.
Si El Hadji Malick a implanté les zaouias et les daaras, Serigne Babacar Sy a mis en place les dahiras, et lui, Serigne Cheikh, a organisé les dahiras en « Fédérations » dans les années 1940. Qualifié de surdoué et précoce,, Serigne Cheikh ne se limitait pas seulement à l'héritage familial. Ses capacités, son charisme et ses potentialités personnelles lui permirent de gagner la confiance de plusieurs membres de sa génération qui le choisirent comme instructeur pour mieux connaître leur religion.
Le 28 juin 1950, il fit l'objet d'un rapport du commandant de cercle de Tivaouane qui s'intéressait à la création d'un « mouvement de propagande islamique dit - Causerie Musulmane Instructive - spécialement tourné vers la jeunesse intellectuelle du Sénégal et placé sous le patronage de Cheikh Tidiane Sy fils de Babacar Sy, khalife du tijanisme ». Le commandant de cercle dit à son sujet :

« Il semble jouir d'un grand prestige aux yeux des jeunes musulmans. Il nous laisse au demeurant l'impression d'être très intelligent et digne de jouer le rôle qui sera véritablement sien dans un avenir éloigné. »

En 1955, il créa un groupement dénommé « Association Educative 
Islamique » dans le but d'assurer l'éducation religieuse des jeunes et de les réarmer intellectuellement et moralement. En plus et dans la même période, il créa un journal dénommé « L'islam éternel ». Le 08 juillet 1956 à Thiès, il fit sa première conférence au cinéma Rex, sous le thème « La religion et l'humanité ».
Ce système de « conférences » constitue pratiquement la marque de fabrique de Serigne Cheikh qui rompait ainsi avec le système traditionnel qui consistait à organiser le soir, des gamous, des champs religieux... ou les causeries instructives commencèrent à céder le pas aux manifestations folkloriques.

### L'islam comme religion
C'est un truisme de le dire, Serigne Cheikh est avant tout musulman. Son action et sa pensée s'inscrivent dans le cadre islamique, et son enseignement s'inspire de la doctrine du prophète Mohammed. Homme convaincu et convaincant, il prêche un islam dont la vocation est de conduire l'humanité vers un avenir toujours meilleur. Il dit dans l'un de ses poèmes :

« Nous avons dans la religion du messager d'Allah, la solution à tout problème. Aussi bien pour le monde ici-bas que pour l'au-delà.
(en arabe : فإن دين رسول الله فيه لنا حل المشاكل دنياها وأخـــــــــراها) »

Il nous dit également :

« L’Islam n’est qu’un tremplin, et le plus sûr pour guider l’humanité vers le salut.
L’Islam peut être considéré comme une aventure passionnante ; aventure qui a pour point de départ le ventre maternel et qui ne saurait prendre fin qu’avec les flancs inconsolables de la tombe. »

Au sens étymologique, l'expression Islam, est synonyme de soumission. C'est-à-dire la soumission de la créature à l'égard de son créateur, ou plutôt la « soumission exclusive à la volonté d'Allah. »

Pour Serigne Cheikh, cette soumission à la volonté d'un Dieu unique n'implique pas forcément une forme d'aliénation ; au contraire assure-t-elle une autre forme de liberté ; une liberté qui affranchit l'homme de toute contrainte existentielle en le mettant au service exclusif de son Créateur. Le professeur Fatou Sarr Sow  montre comment la soumission Maktoumienne lui permit de gagner en liberté. Elle affirme à l'endroit du  Cheikh :

« Cet homme à la pensée puissante, par son immense production intellectuelle, est devenu mon inspirateur, la source à laquelle je m’abreuve. Il m’a enseigné le vrai sens de la liberté qui n’est rien d’autre que la soumission à Dieu, exclusivement à Dieu : seul moyen de briser les chaines que sont l’argent, le pouvoir, le statut social, etc. »

— Professeur Fatou Sarr
Dr Cheikh Tidiane Gadio nous parle de l'islam maktoumien qui a un statut de protecteur des couches faibles de la société et qui exclut toute forme de terrorisme et de barbarie. Ainsi dit-il :
On nous présente aujourd’hui des religions intolérantes, des religions violentes capables d’assassiner des femmes, des femmes enceintes, capables d’égorger des enfants… et quand on entend l’islam de Serigne Cheikh, sa perception de la religion, on est dans un état différent, tellement on est heureux d’appartenir à la même religion que lui, et d’appartenir à une religion tout court. »

### La Tijaniyya comme confrérie
Né dans la Tijaniyya avec un père comme Khalife, il est tout à fait normal qu'il soit initié dans ce cadre. D'ailleurs, il porte le nom du fondateur de la confrérie, et marque parfois toute sa fierté de porter ce nom. Dans un de ses écrits il dit :

« Mon Seigneur m'a béni en ce que je m'appelle "At-Tijany".
(en arabe : إن ربي قد حــباني أن أسمى بالتجــــــاني) »

L'adhésion de Serigne Cheikh à la Tijaniyya ne découle pas forcément de ses ascendants familiaux, mais elle concerne aussi l'incarnation de valeurs morales, intellectuelles et spirituelles qu'il retrouve chez son homonyme. Dans son panégyrique « Fa-ilayka » il dit à son homonyme : 

« En votre direction oh fils de Mahamed, m'interpellent les marques distinctives qui fondent les valeurs essentielles de l'espèce humaine. »

en arabe : فإليك يابن محمد ناداني * شيم تحقق جوهرالإنسان
Selon sa pensée, la confrérie, source parfois de controverses et de malentendus, est loin d'être un élément de division, mais elle est un facteur d'unification de personnes de valeur et d'aspiration commune, au sein d'un même cadre, d'un même centre de solidarité, d'études et de formation, dans le but de mieux servir la communauté. C'est pourquoi dit-il :

« Les confréries ne sont que des clubs mystiques ou se forment continuellement les athlètes de la religion. »

En parlant d'athlètes, il fait sûrement référence à ce verset coranique qui invite les croyants à « concurrencer dans les bonnes œuvres. »
En général, les conférences de Serigne Cheikh voient la participation de toutes les sensibilités religieuses et particulièrement musulmanes. Son discours transcende les clivages confrériques. C'est pourquoi, lors de la conférence de Keur Dieumb, le 11 mai 1980, son oncle Abdoul Aziz Sy, khalife de la Tijaniyya fit cette déclaration à son endroit.

« De par votre statut de fédérateur que vous ne cessez de prouver, il convient de vous attribuer le titre de « Cheikhoul islam (en arabe شيخ الإسلام) » (Cheikh de l'islam) car toutes les confréries se retrouvent dans votre enseignement. »

Mame Dabakh de poursuivre en s'adressant au public,

« Si les sénégalais prennent l'habitude de l'écouter et de suivre son enseignement,  ils finiraient par trouver de l'or partout où ils passeraient, car il est un unificateur. »

Est-ce un signe prémonitoire de la part de Dabakh, si l'on sait que les plus importantes découvertes de pétroles et de gaz au Sénégal eurent lieu entre 2014 et 2016, lorsqu'Al Maktoum fut unanimement reconnu comme Khalife de la famille d'El Hadji Malick Sy, pour ne pas dire Khalife Général des Tidianes (2012 / 2017) ?

Par les mots qui suivent, le docteur Cheikh Tidiane Gadio, en raison des valeurs enseignées par Serigne Cheikh, marque toute sa fierté d'appartenir à la même confrérie :

### Khalife/Khalife général
La conception Maktoumienne de la notion de « Khalife » et de ses attributs sort du cadre des usages traditionnels, étatiques ou bureaucratiques. À ses yeux, le statut de Khalife n'est pas forcément héréditaire et ne devrait pas dépendre de l'âge de la personne ; c'est une question de légitimité spirituelle.
Toute sa vie durant, et jusqu'à son décès, il ne reconnut qu'une seule et unique autorité spirituelle. Il s'agit de son père Serigne Babacar Sy. Il l'écrit lui-même dans son poème « Abûnâ Abû Bakrin »... Poème qu'il a composé en arabe avec, au début de chaque vers, une lettre initiale de l'expression « Al-Khalifa Abû Bakrin Sy » : en arabe : الخليفة أبو بكر سي
Divers auteurs comme Villalon, Ousmane Kane ou Fabienne Samson, lui prêtent des velléités d'être khalife à la place du Khalife, mais, connaissent-ils vraiment sa philosophie ? Serigne Moustapha Sy son fils déclarait :

« si les gens pensent que les actions de son père s’expliquaient par une rivalité pour la succession, lui, 
son fils, pouvait parler en son nom et expliquer que Cheikh Ahmed Tidjane Sy offrait le trône sur un plateau d’argent à qui le voulait. Il ajouta : "Notre dimension excède le cadre confrérique". »

La vérité est que, lors du décès de son père Serigne Babacar Sy en 1957, des malentendus ont fait qu'il ne pouvait reconnaître ses oncles comme autorités, d'autant plus que ceux-ci n'avaient même pas assisté à l'enterrement de son père du fait de dissentions qui datèrent de 1951. À cela s'ajoute le fait que ses oncles, décidèrent de dessaisir l'imam Moussa Niang, nommé par Serigne Babacar, en exigeant la restitution des clefs de la mosquée et cela, par l'intermédiaire d'une autorités administrative.

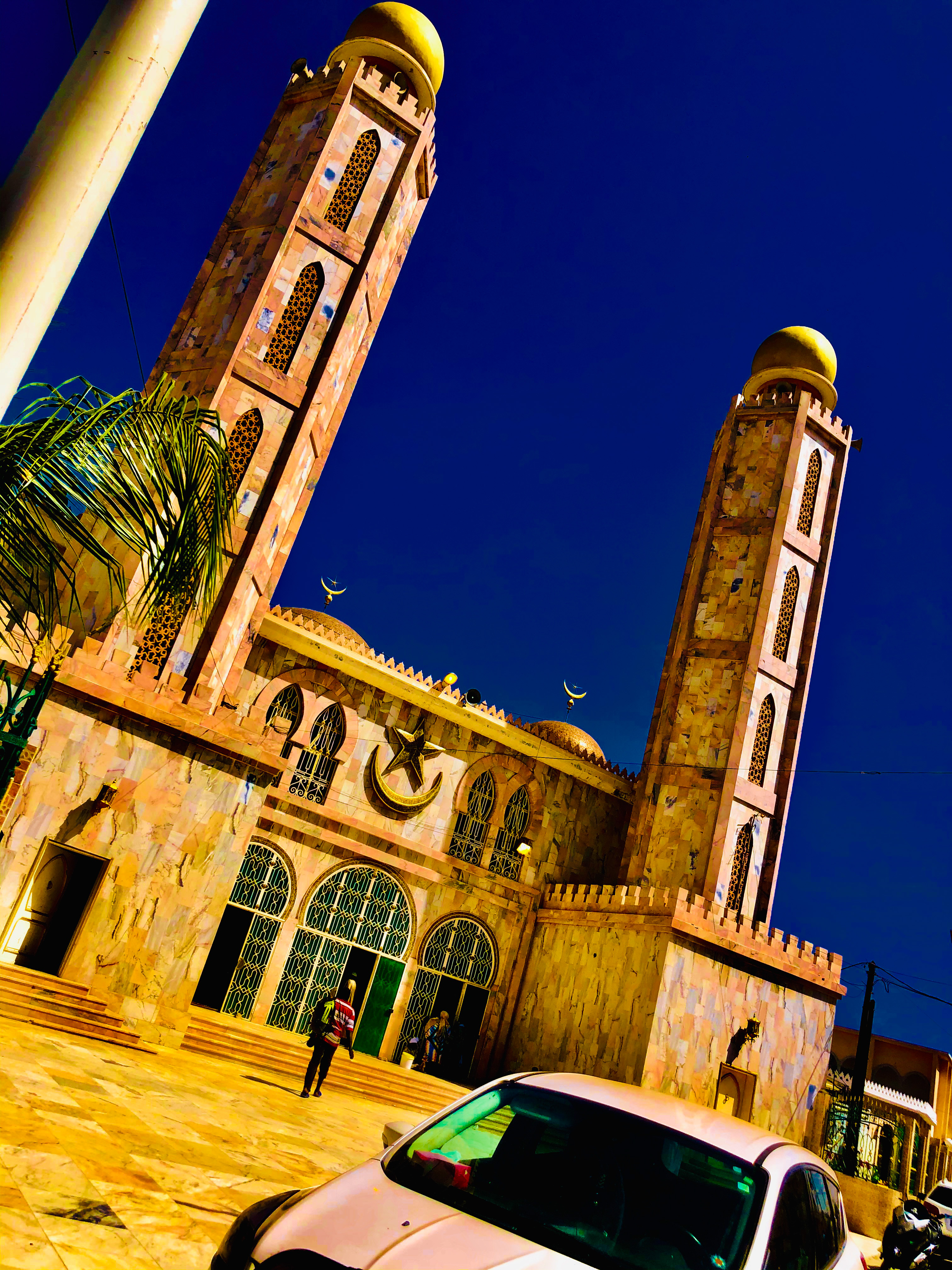
La mosquée Serigne Babacar Sy à Tivaouane.

Alors Serigne Cheikh décida d'implanter une zaouia parallèle et invita tous ceux qui sont restés fidèles à son père d'effectuer désormais leurs prières du vendredi dans l'espace situé en face de sa demeure et qui abrite son mausolée. Plus tard, il construit une mosquée dans cet endroit après de multiples péripéties.
L'attitude de Serigne Cheikh peut être considérée comme une position de principe qui d'ailleurs a été bien comprise par ses oncles notamment El Hadji Abdou Aziz Sy qui ne manquait d'assister à ses conférences et de faire de beaux témoignages à son endroit. 
À son décès en mars 2017, le fils de Dabakh, Serigne Maodo Sy, écrit une élégie à son honneur en procédant de la même manière que lui, Serigne Cheikh, avait procédé avec Serigne Babacar Sy. Le poème de Serigne Maodo Sy Dabakh est également composé en arabe avec, au début de chaque vers, une lettre de l'expression « Al-Khalifa A-Cheikh Ahmad At-Tijany Sy » : en arabe : الخليفة الشيخ أحمد التجاني سي, signifiant « Le khalife, Le Cheikh Ahmad At-Tijany Sy ».
Toutefois, même si sa famille lui attribue ce titre à la fin de ses jours, parce qu'étant le plus âgé, Serigne Cheikh récuse purement et simplement le statut de « Khalife Général » qu'il considère comme colonial et qui peut semer la confusion au sein de la communauté. Il dit « Je n'ai jamais appelé Serigne Babacar Sy par l'expression « Khalife Général », mais par « Al-Khalifa » ou « Cheikhoul Khalifa », car c'est plus conforme à la vérité. ».

## Universaliste
L'action et l'enseignement d'Al Maktoum sont toujours orientés vers un islam inclusif, c'est-à-dire un islam qui garde son authenticité tout en acceptant les différences voire l'indifférence. D'ailleurs, à bien étudier son enseignement on dirait que c'est l'acceptation de la différence qui fait l'authenticité de l'islam ; car pour lui, si Dieu est le Créateur de l'univers, alors le système divin doit inclure tout l'univers sans distinction. Ainsi disait-il :
Une façon pour Serigne Cheikh de railler certains adepte du sectarisme en les considérant comme de simples "polythéistes"... ou marchands de divinités.
L'acceptation de l'indifférence est une des caractéristiques de la philosophie Maktoumienne. Aussi disait-il « Le péché de la laïcité ne réside que dans sa neutralité », puis se précipitait-il à préciser « Ce n'est pas un péché... » pour éviter les mauvaises interprétations.
Pour les relations internationales, Al Maktoum encourage le dialogue des cultures en invitant les pays à majorité musulmane, arabes ou noir africains, à « tourner leur regard vers les capitales européennes pour mieux appréhender les notions modernes de l’existence humaine ». Lui-même, ne cessait de donner l'exemple en adoptant un style vestimentaire qui varie selon les circonstances, tantôt sénégalais, tantôt maghrébin, tantôt européen... même si le style occidental suscitait beaucoup de curiosité ou désapprobations au sein de son environnement familial. Mais, homme de conviction qu'il était, il est resté intransigeant par rapport à sa décision.
El Hadji Moustapha Cissé, ancien ambassadeur du Sénégal en Égypte, affirmait que Serigne Cheikh a été le premier homme du daara d'El Hadji Malick Sy à porter un costume européen. Fait tellement curieux dans l'environnement familial, que son père Serigne Babacar Sy l'invita à donner des explications.
Le caractère universaliste de la philosophie de Serigne Cheikh n'a pas échappé au Dr El Hadji Samba Amadou Diallo anthropologue social, qui lui consacre un chapitre spécial - « Cas d’école d’un savant inspirateur de valeurs citoyennes : Sëriñ Cheikh Ahmed Tidiane Sy - Al-Maktūm » dans son ouvrage « Sciences et confréries soufies au Sénégal ». Il déclare :
Serigne Cheikh a traité de plusieurs thèmes relatifs à l'interculturalité et la culture de l'universel dans des secteurs et milieux particulièrement symboliques. En voici quelques exemples : 

### L'islam et le socialisme
Le 26 mai 1963, il traitait au Champ de course de Dakar du thème « L'Islam et le Socialisme » ; une manière de passer l'idéologie socialiste au crible de l'Islam pour permettre au musulman de mieux comprendre les points de convergences et de divergence s'ils existent.

### L'islam et la contestation
À l'Université de Dakar (actuelle Université Cheikh Anta Diop), Serigne Cheikh traitait en mai 1969 du thème « L'islam et la Contestation ». Un thème qui venait à son heure car ce temple du savoir vivait une crise sans précédent. D'ailleurs, selon un communiqué publié dans le journal Dakar-Matin du mercredi 7 mai 1969, la cité universitaire fut fermée jusqu'à nouvel ordre.
À l'occasion de cette conférence, Al Maktoum invitait les étudiants à aller à la rencontre des érudits religieux pour instaurer un dialogue fécond entre écoles de pensées.

### L'islam et la négritude
À l'occasion du colloque sur « l'islam et la modernité » organisé du lundi 04 décembre 1972 au samedi 9 décembre 1972 à l'assemblée nationale du Sénégal, Serigne Cheikh a été choisi pour traiter du thème : « l'islam et la négritude ».

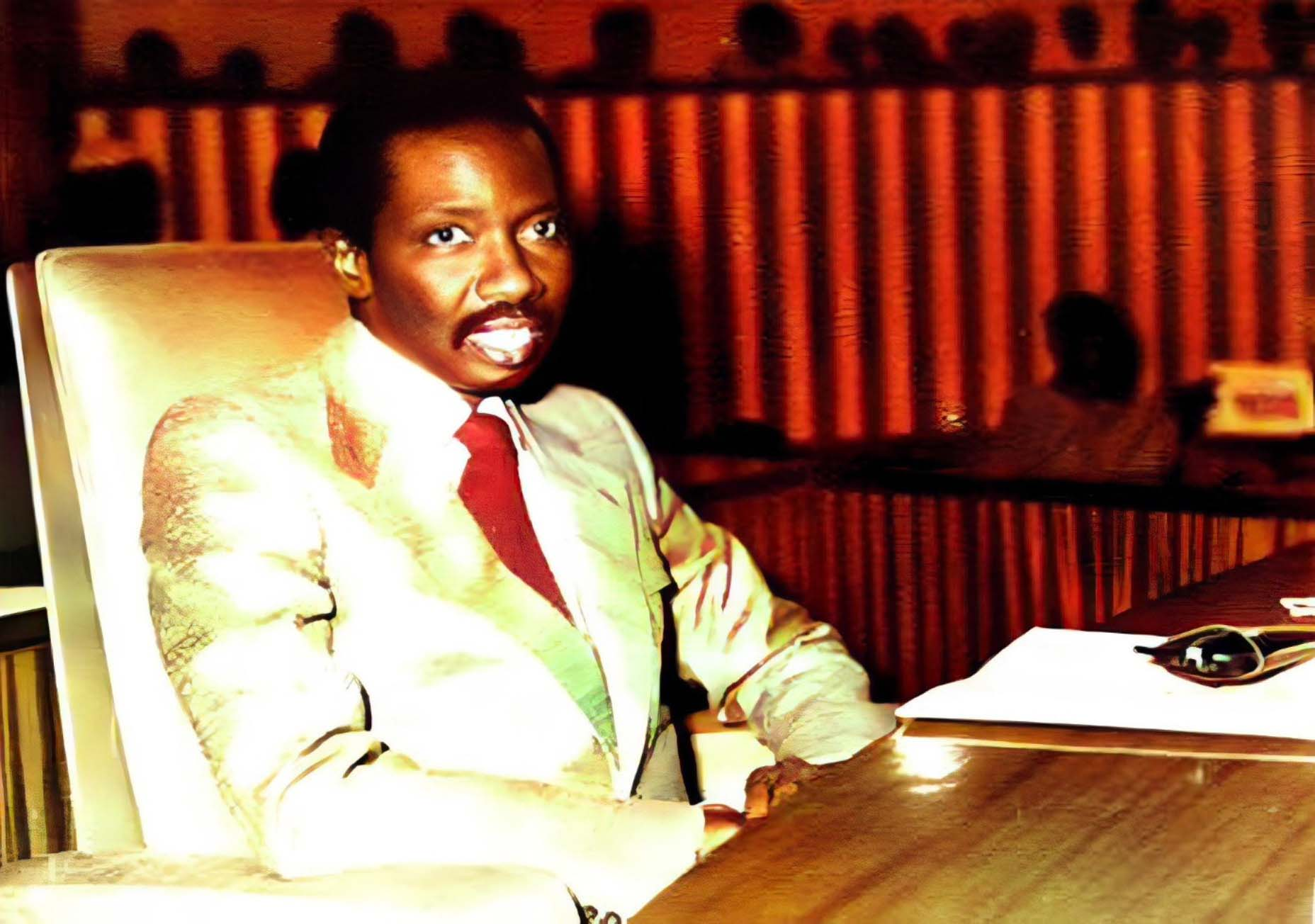
Ahmed Tidiane Sy à l'assemblée.

À cette occasion, il déclarait :

« Le vrai mérite pour un homme comme pour une nation, c'est de gagner en dignité dans sa race pour mériter celle de toutes les autres ; et par son action, mériter la gloire que confère toute action qui tend à réaliser l'unité de la grande famille qu'est l'humanité. »

— N'G. N., Journal LE SOLEIL, N°791, du samedi 9 et dimanche 10 décembre 1972

### Arts, cultures et civilisation
Pour Serigne Cheikh, il existe une grande variété de cultures, mais la civilisation reste unique. C'est la civilisation céleste. Ainsi de la variété culturelle, il préconise une rupture avec ce qu'il appelle « Histoire Traditionnelle » en arabe : تاريخ, pour la mise en place d'une « Histoire Sainte » en arabe : سيرة ; concepts qu'il tire de l'enseignement de Maodo.
Selon sa philosophie, cette « Histoire Sainte » doit inclure tous les faits relatifs à la spiritualité, entre portraits, sculptures et autres, même si les auteurs ne sont pas spécifiquement des autorités musulmanes. C'est ainsi qu'il suggère de verser sur le compte de l'histoire sainte, tous les faits de l'histoire traditionnel relatifs à la vie de Lat Dior Damel du Cayor, du Bourba Djolof, de Bour Sine Coumba Ndoffène... notamment tous les épisodes où ils entrèrent en contact avec le message du prophète Muhammad.
Allant encore plus loin, Al-Maktoum suggère la prise en compte de l'histoire de personnages non musulmans mais qui manifestent dans leurs œuvres un souffle de spiritualité. C'est dans ce cadre qu'il cite Michel-Ange et même dans une certaine mesure, Léonard de Vinci avec cette inspiration qui lui permit de réussir le portrait de la Joconde, le rictus, le mystère de « l'éternel féminin »...
L'artiste Serigne Ndiaye relate cette observation d'El Hadji Sy, « éminent peintre sénégalais » qui lui dit :

### La chrétienté
La conception de l'islam de Serigne Cheikh reconnaît quelque part la spiritualité chrétienne. Il disait dans l'une de ses conférences qu'il s'interdit de zapper à chaque fois qu'il trouve une émission télévisée qui concerne la chrétienté, par respect au prophète Issa Ibn Maryam.
Après l'assassinat d'Aldo Moro, il composa à sa mémoire une élégie à la fin de laquelle il formula cette prière :
Sans oublier de souhaiter la malédiction aux Brigades Rouges qui l'ont assassiné.

### Le Judaïsme
Autant pour le christianisme, Serigne Cheikh reconnaît la spiritualité judaïque à travers la stature du prophète Moïse. Il dit que le fait que celui-ci soit désigné par Dieu comme « L'interlocuteur par Excellence », en arabe : كليم الله, mérite considération. Il ajoute :

### L'athéisme
La philosophie humaniste de Serigne Cheikh ne considère pas l'athéisme comme obstacle à tout échange intellectuel, mais comme courant de pensée qui véhicule parfois des idées très positives, malgré les insuffisances sur le plan religieux. C'est ainsi qu'il eut à composer un poème à la mémoire de Zhou Enlai qui est reconnu comme athée, adepte de l'idéologie marxiste. Dans ce poème, il dit :

### Quelques témoignages sur Al-Maktoum
Le Docteur Cheikh Tidiane Gadio parle de l'enseignement de Serigne Cheikh qui transcende les clivages confrériques et confessionnels :
Monseigneur Benjamin Ndiaye, archevêque de Dakar, met en exergue l'absence de démagogie dans le discours de Serigne Cheikh en disant qu'il était un « champion de la vérité » :
Docteur Mamadou Lamine Diallo confirme les témoignages précédent en disant :
Le professeur Fatou Sarr Sow insiste quant à elle sur le caractère multidimensionnel de la pensée d'Al-Maktoum en le présentant comme « l'intellectuel organique de la classe maraboutique ». Elle affirme : 

« j’ai pu apprendre, au-delà de l’aimer, à respecter l’intellectuel intemporel, au savoir immense et d’une extraordinaire lucidité. Homme politique, homme de sciences, homme de culture, homme de lettres, il était devenu le défenseur de tous les droits : droit des femmes, des talibés, de l’environnement ; droit à la santé, au savoir, etc.
...
Cheikh Ahmed Tidiane Sy était un des rares penseurs à pouvoir définir avec précision le rôle du marabout dans la cité, dont la spiritualité ne signifie pas un repli frileux mais une ouverture courageuse au monde. C’est en cela qu’il a été un intellectuel organique et même si comparaison n’est pas raison, Cheikh a été l’Instituteur du siècle, car il a instruit tout un peuple, comme l’ont fait d’autres tels que l’iman Al-Ghazâlî  dans la Perse du 12eme siècle ou ailleurs en Mésopotamie. »

— Professeur Fatou Sarr
Les témoignages sont nombreux et pratiquement unanimes à reconnaître le caractère universel de l'enseignement du père de Mansour Sy.

## Homme politique
Cheikh Ahmet Tidiane Sy ne s’est pas uniquement limité à l’orientation des disciples tidianes ou à l'enseignement des principes philosophiques de l'Islam. Avant même l’indépendance du Sénégal, dans les années 1950, après le vote de la Loi Cadre et du Référendum de 1958 , il créa en février 1959 le Parti de la Solidarité Sénégalaise (PSS). Ceci lui permit de participer aux élections législatives du 22 mars 1959, faisant face au futur premier président sénégalais, Léopold Sédar Senghor ainsi qu'à Lamine Gueye et d'autres ténors comme Mamadou Dia et Valdiodio Ndiaye, tous réunis au sein de l'UPS (Union Progressiste Sénégalaise).
Serigne Cheikh reçut le soutien d'éminentes personnalités telles que le Cheikh Ibrahima Niasse de Kaolack, El Hadji Madior Cissé de Saint Louis, Me Amadou Moustapha Wade, grand-frère de Me Abdoulaye Wade et Ibrahima Seydou Ndaw. L'issue de ces élections fut officiellement favorable aux alliés de Senghor, mais le scrutin était entaché d'énormes irrégularités, ce que le PSS ne cessa de dénoncer, en vain. D'ailleurs, Serigne Cheikh sera envoyé quelques semaines plus tard en prison, une première fois, à la suite des émeutes de Tivaouane, à l'occasion desquelles l'administration coloniale tenta d'interdire la célébration du Mawlid dans la ville sainte par son frère cadet et protégé, Pape Malick Sy, alors âgé de dix-huit ans. Serigne Cheikh, ses sœurs, frères et condisciples tidjanes s'y opposèrent vigoureusement et physiquement devant la tombe de leur guide et père Serigne Babacar Sy. Des dizaines d'officiers français furent blessés durant ces heurts. Le petit fils d'El Hadj Malick Sy fut ainsi arrêté par un contingent de militaires français, dans la journée du dimanche 21 juin 1959, au lendemain de ces violents évènements.
Après l’éclatement de la Fédération du Mali. Léopold Senghor, devenu premier président du Sénégal, nommera Serigne Cheikh par décret n. 60-31 PR-SG du 11 novembre 1960, Ambassadeur Extraordinaire et Plénipotentiaire auprès de la République arabe unie.

## Entrepreneur
Cheikh Ahmet Tidiane Sy était également un entrepreneur ayant investi dans le transport, l’agriculture (domaine de Boulel dans la région de Kaffrine) puis l’industrie (huileries et cimenterie). D’ailleurs, il avait racheté les Huileries de la SEIB devenue plus tard SONACOS ainsi que la Société de Chaux et du Ciment, devenue par la suite, la Société commerciale du Ciment (SOCOCIM Industries).

## Écrits et poèmes
Serigne Cheikh est aussi connu pour ses écrits. L'un des plus célèbres s'appelle Fa Ilayka rédigé en octobre 1963 lors de sa seconde arrestation et destiné à son homonyme Cheikh Ahmed At-Tidiani.
Extrait de Fa Ilayka :
1. « Ô Ahmad ! Votre stature, symbolisée par les vertus chevaleresques inhérentes à l’essence même de l’être humain, constitue l’attrait irrésistible qui m’a interpelé. »
2. « Dès lors, inspiré d’une fine sagesse et armé d’une sagacité d’esprit à nulle autre pareille, et faisant fi de toute forme d’entrave, l’ascension vers vous a été enclenchée. »
3. « En effet, votre passion m’a habité ; guidé en soi par une ambition démesurée  de  découvrir  les  sens  encore inexplorés  du  Coran. »
Il a aussi publié un essai sur "l'état de droit". Le texte fait une analyse dichotomique entre l'état de droit porté par les politiques et le droit à la vie proposée par Dieu.
- L’Inconnu de la nation sénégalaise, sur la vie et l'œuvre de Seydil Hadji Malick

- Abûna Abû Bakrin, élégie dédiée à Serigne Babacar Sy
- Khassida sur le domaine de Boulel rédigé en 1965- 1966
- Khassida Haza Mina Lahi Tadjri Hawlahoul Housrou rédigé en hommage au calife et résistant Cheikh El Hadj Omar Saidou Tall, publié en 1986[49].
- Nahnou Awladou Tijani, écrit en hommage à son homonyme.
- Araa Maalikan, en témoignage à son père et grand père
- Marsiya (élégie en arabe) en hommage à Aldo Moro en mai 1978
- Khassida Hayaatuka fi Dunya écrit sur le sens de la vie en 2000